# O locie ptaków

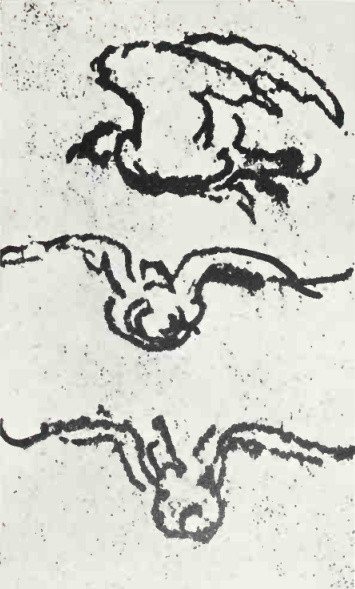
Fragment Traktatu przedstawiający studia nad lotem ptaków

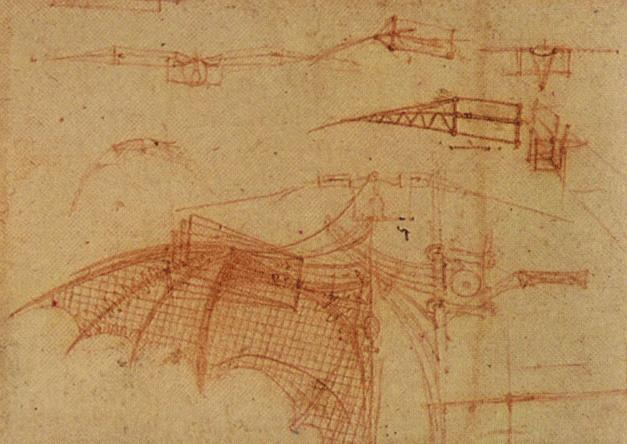
Projekt maszyny latającej

O locie ptaków (również Kodeks Turyński, Kodeks o locie ptaków) – zbiór pism i notatek sporządzonych przez Leonarda da Vinci powstały w latach 1490–1505. Kodeks jest wystawiony w Królewskiej Bibliotece w Turynie wraz z rysunkiem wykonanym przez Leonarda przedstawiający bitwę zbrojnych rydwanów. Tematyką traktatu jest lot ptaków: mechanika lotu, wpływ wiatru na skrzydła. Leonardo przygotował notatki w ramach prac nad budową maszyny latającej oraz konstrukcji teatralnych.

## Treść traktatu
Traktat zawiera trzynaście stron. Pierwotnie składał się z osiemnastu i wchodził w skład Manuskryptu paryskiego B. Kodeks rozpoczyna się od wyjaśnienia pojęć gęstości i praw ciążenia (na dwóch pierwszych kartach), kończy opisem projektu maszyny latającej oraz porównaniem konstrukcji machiny z częściami ciała ptaka. Leonardo rysował za pomocą pióra i atramentu. Wymiary kodeksu wynoszą 21 × 15 cm.
Prócz tego, w Traktacie, znajdują się notatki na temat studiów mechanicznych, anatomiczne rysunki, botaniczne szkice. Znajduje się w nim również jego portret, bardzo podobny do jego autoportretu oraz zapiski o jego wydatkach.   
Druga część kodeksu poświęcona jest badaniom nad urządzeniami wojskowymi i powstała pomiędzy 1482 a 1485 rokiem, kiedy Leonardo przebywał w Mediolanie na usługach Ludwika Sforzy. Wówczas powstały rysunki galopujących koni, dwóch uzbrojonych rydwanów koszących ciała żołnierzy. W rękopisie znajdują się rysunki moździerzy  wraz z mechanizmem regulującym ich zasięg i kulami które po wystrzeleniu i wybuchy rozpryskiwały mniejszymi kulami. Bomby tego typu zostały użyte po raz pierwszy podczas wojny w Wietnamie przez Amerykanów.  

## Obserwacje ptaków
Leonardo da Vinci prowadził badania nad lotem ptaków od 1490 roku. Studia rozpoczął na potrzeby organizowanych przez niego widowisk. Sporządził ok. 500 rysunków oraz dokonał na kilkunastu notatnikach liczne zapiski liczące w sumie ok. 35 tys. słów. Leonardo zdołał zaobserwować, że ptaki różnie poruszają skrzydłami. Niektóre (np. gołębie) poruszają skrzydłami szybciej, gdy je opuszczają, niż gdy je unoszą. Wrony mają opuszczać skrzydła wolniej, niż je podnosić, a inne gatunki (np. sroki) opuszczać i unosić skrzydła z jednakową prędkością. Leonardo odrzucił pogląd Arystotelesa, że ptaki są podtrzymywane przez powietrze. Zdaniem Leonarda ptaki mogą latać za sprawą uderzenia skrzydła ciśnienie powietrza pod nim wzrasta i jest wyższe od ciśnienia rzadszego powietrza ponad skrzydeł. Aby dobrze zaobserwować ruch skrzydeł Leonardo opracował metodę wyostrzającą zdolności obserwacyjne. W pierwszej kolejności obserwator miał określić ruch wiatru, następnie opisać anatomię ptaka, a na samym końcu zaobserwować ruch skrzydeł. Na podstawie obserwacji Leonardo stwierdził, że zachodzi prawidłowość w rozmiarach skrzydeł i ogona.
Po dwudziestu latach obserwacji Leonardo da Vinci rozpoczął pracę nad wydaniem notatek w postaci traktatu. Leonardo bardziej zainteresowany odkrywaniem pomysłów niż uporządkowaniem i wydaniem wyników pracy nie dokończył traktatu.